# Banco de Irlanda
El Banco de Irlanda (en inglés: Bank of Ireland, en irlandés: Banc na hÉireann), es uno de los principales grupos de banca irlandesa. Su sede se encuentra en Dublín y opera tanto en la República de Irlanda como en Irlanda del Norte. Aunque posee participación estatal, no debe ser confundido con el Banco Central de Irlanda (en:Central Bank and Financial Services Authority of Ireland)
La banca fue fundada a instancias del Parlamento irlandés en el año 1782, para sostener las finanzas públicas y mejorar el comercio y la balanza comercial del país. Hasta los años 70 tenía su central en el histórico e imponente edificio del Irish Houses of Parliament de College Green que, hasta el Acta de Unión, había venido usando en Dublín el Parlamento irlandés. Hoy día, la sede se encuentra en una construcción moderna de Baggot Street, siempre en Dublín, pero en el College Green permanece una filial operativa.

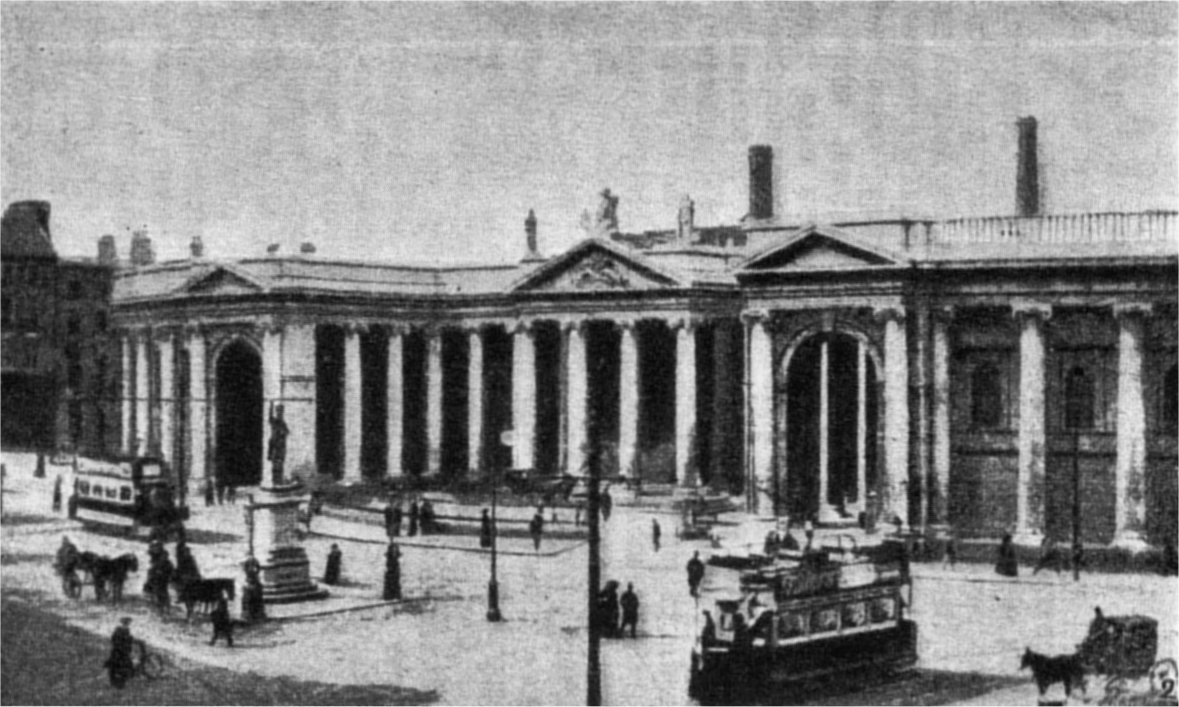
La histórica sede del Banco en Dublín, en la que fue hasta 1800 la sede del Parlamento irlandés.
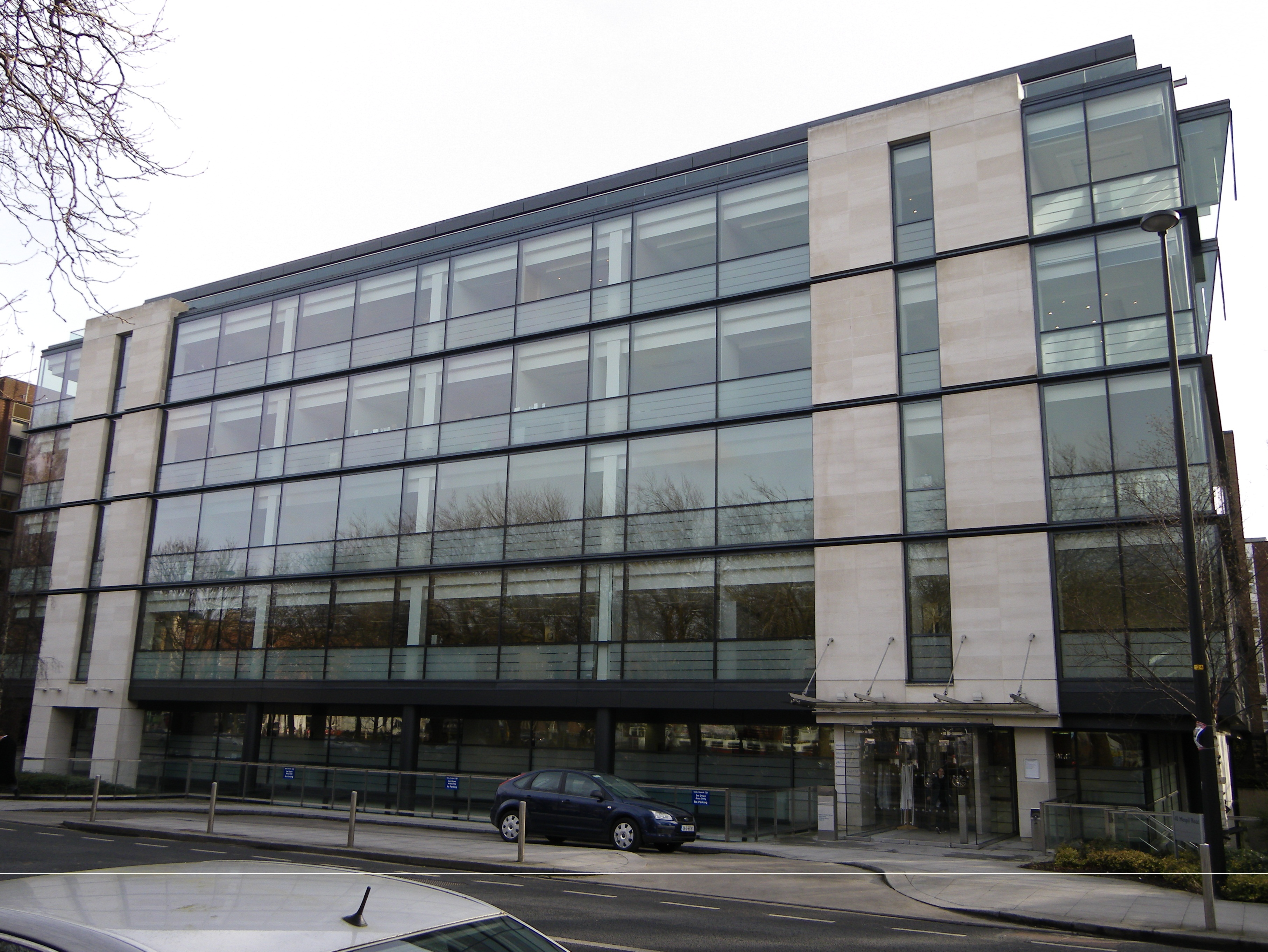
La sede del Banco en Mespil Road, Dublín.

- Datos: Q806689
- Multimedia: Bank of Ireland / Q806689